# Zaręczenie Wzajemne Obojga Narodów
Zaręczenie Wzajemne Obojga Narodów – szczegółowe przepisy wykonawcze do Konstytucji 3 maja, uchwalone przez Sejm Czteroletni 20 października 1791.
Były wyjaśnieniem niesformułowanych w Konstytucji 3 maja przepisów dotyczących stanu unii polsko-litewskiej.
Zaręczenie odwoływało się do związku Korony Królestwa Polskiego i Wielkiego Księstwa Litewskiego. Powoływało wspólny zarząd nad wojskiem i skarbem. Komisja Wojskowa Obojga Narodów i Komisja Skarbowa Obojga Narodów miały się składać z równej liczby przedstawicieli Korony i Litwy. Zobowiązano się do zapewnienia takiej samej liczby ministrów i urzędników na Litwie jak w Koronie, z takimi samymi tytułami i uprawnieniami. Zapewniono alternatę Korony i Litwy w kierownictwie Komisji Skarbowej i Wojskowej. Kasa skarbowa Wielkiego Księstwa Litewskiego miała pozostawać na Litwie. Sprawy sądowe Komisji Skarbowej dotyczące obywateli Wielkiego Księstwa Litewskiego oraz spraw litewskich miały być rozpatrywane przez osobny sąd skarbowy powołany dla Wielkiego Księstwa Litewskiego. W zakończeniu wszystkie wymienione postanowienia i gwarancje dla Wielkiego Księstwa Litewskiego uznano za artykuły aktu unii tychże Narodów.
Zaręczenie weszło w skład pacta conventa i zobowiązywało Stanisława Augusta Poniatowskiego oraz każdego następnego monarchę Rzeczypospolitej, tym samym było traktowane jako trwalsze niż postanowienia Konstytucji, mogącej być rewidowaną co 25 lat wedle jej artykułu VI.
Dawniejsi historycy, jak Stanisław Kutrzeba, Oskar Halecki czy Bogusław Leśnodorski, byli zdania, że ustawodawstwo Sejmu Czteroletniego, w tym Zaręczenie Wzajemne, kładło kres istniejącej od 1569 r. unii realnej między Koroną Królestwa Polskiego a Wielkim Księstwem Litewskim, tworząc państwo unitarne zwane Rzeczpospolitą Polską. Pogląd ten jest kwestionowany przez nowszych badaczy, takich jak Juliusz Bardach (Konstytucja 3 maja i Zaręczenie Wzajemne Obojga Narodów w: O Rzeczpospolitą Obojga Narodów, Warszawa 1998, seria Dzieje narodu i państwa polskiego), Stanisław Grodziski, Jerzy Michalski czy Jerzy Malec.